# Надеш (Муреш)
Надеш (рум. Nadeș) — село у повіті Муреш в Румунії. Адміністративний центр комуни Надеш.
Село розташоване на відстані 234 км на північний захід від Бухареста, 28 км на південний схід від Тиргу-Муреша, 100 км на південний схід від Клуж-Напоки, 100 км на північний захід від Брашова.

## Населення
За даними перепису населення 2002 року у селі проживали 1228 осіб.
Національний склад населення села:
| Національність | Кількість осіб | Відсоток |
| -------------- | -------------- | -------- |
| румуни         | 669            | 54,5%    |
| угорці         | 275            | 22,4%    |
| цигани         | 262            | 21,3%    |
| німці          | 22             | 1,8%     |

Рідною мовою назвали:
| Мова      | Кількість осіб | Відсоток |
| --------- | -------------- | -------- |
| румунська | 743            | 60,5%    |
| угорська  | 273            | 22,2%    |
| циганська | 190            | 15,5%    |
| німецька  | 22             | 1,8%     |